# Scalesia
Scalesia és un gènere de plantes dins la família de les asteràcies que és endèmic de les illes Galàpagos. Consta de 15 espècies d'arbusts o plantes arborescents. Dins la família de les asteràcies són poc corrents els arbres.
Totes les espècies tenen la fusta tova.
Les espècies de Scalesia tenen un tipus d'evolució per radiació adaptativa similar als pinçans de Charles Darwin també de les Galàpagos.
Scalesia pedunculata és un arbre de fins a 10 metres d'alt, aquests arbres fan grups de la mateixa edat i moren al mateix temps quan són substituïts pel nou planter.
Scalesia atractyloides i Scalesia stewartii són espècies de mida menor i molt similars entre elles.